# 삼성 갤럭시 버디2
삼성 갤럭시 버디2(글로벌 기종: 삼성 갤럭시 M23 5G)는 삼성전자가 자사의 갤럭시 M 시리즈의 일부로 개발한 중급 안드로이드 스마트폰이다. 한국에는 LG U+ 단독으로 출시되었다.